# Conache
Conache es un pueblo peruano ubicado en el distrito de Laredo a unos 14 km de la ciudad de Trujillo, en el Departamento de La Libertad. Se encuentra establecido en un lugar antiguo, que pertenecía a la cultura mochica en la época pre-inca. Este pueblo tiene terrenos arenosos, y está bañado por el río Moche que permite en la actualidad un nivel aceptable de agricultura y ganadería en el pueblo. También cuenta con vestigios de la antigua agricultura mochica los cuales son canales pavimentados, en la zona llamada "El bolsillo del Diablo".

## Historia
El pueblo está situado en el valle de Moche y cuenta con alta producción agrícola. En los tiempos antiguos los huachaques (irrigaciones Moche) fueron bien utilizados por los pobladores del lugar para la crianza de ganado y para cultivo de elementos hidrobiológicos. En la época colonial, los primeros conquistadores y colonizadores hispanos hicieron de Conache un centro de producción de alimentos para los mercados emergentes de Trujillo. Actualmente Conache pertenece al distrito de Laredo, y está situado a 7 km de la ciudad de Laredo. Conache, económicamente, hoy se un pueblo agrícola, donde la gente cultiva maíz, frijol, caña de azúcar, hortalizas y la gente también dedica al cultivo de forraje, y la cría de ganado

## Patrimonio cultural y natural
- Carnaval de Conache, es un festival que se celebra cada año en el pueblo de Conache. Se compone de varias actividades, como la coronación de la reina, y una gran celebración con la antigua bebida llamada Chicha.
- Laguna de Conache, está próxima a grandes dunas que son visitadas para practicar el sandboarding Asimismo, muy cerca de la laguna de Conache hay extensos bosques de algarrobos que presentan una variada fauna, en la laguna se puede disfrutar de un baño, un paseo en bote y la pesca con anzuelo de tilapias, etc.